# Cornel Chiriac
Cornel Chiriac (n. Ionel Corneliu Chiriac, 9 mai 1942, Uspenca, județul interbelic Cetatea-Albă, Basarabia (azi Ucraina) — d. 4 spre 5 martie 1975, München, Germania) a fost un jurnalist român, realizator de emisiuni radio, producător de formații muzicale, publicist și toboșar de jazz. A făcut liceul la Pitești și în 1966 a absolvit Institutul pedagogic, secția filologie din Pitești.

## Biografie

#### Primii ani și debutul la radio
Încă din adolescență a dovedit o pasiune pentru jazz, strângând toate informațiile posibile despre reprezentanții acestui gen și ascultând melodii pe unde putea. Copia pe caietele sale cărți, cronici, interviuri și știri din reviste de specialitate, apoi le traducea, separat, în limba română. „În timpul liceului se ocupa numai de muzică. Își pierdea nopțile scriind. Dimineața se trezea foarte greu să meargă la școală” își amintește mătușa lui. Unele dintre caiete au ajuns în mâna unor mari muzicieni autohtoni precum Radu Maltopol, Cristian Colan sau Johnny Răducanu, fiind singura sursă posibilă de informare în domeniul jazzului la acea vreme.
Cornel Chiriac a scris articole de presă precum și texte pentru coperțile discurilor de vinil din colecția „Jazz - Electrecord” (volumele 4, 5, 6 și 7). În 1965 va publica în revista „Secolul XX” un articol despre jazz, iar un an mai târziu se va ocupa de prefața cărții „Viata mea la New Orleans” a lui Louis Armstrong. Mare iubitor al acestui gen, membru fondator al „Federației europene de jazz”, Chiriac va copia discuri întregi pe benzi și le va aranja în arhiva Radiodifuziunii. „Toată bandoteca radio este scrisă și pusă de mâna lui Cornel Chiriac”, avea să spună mai târziu Aurel Gherghel. Tot Chiriac este cel care se va implica, în 1969, în organizarea și mediatizarea primului festival național de jazz din țară, cel de la Ploiești. De asemenea, a aranjat ca reprezentațiile din timpul acestuia să fie înregistrate.
A debutat la Radio în 1963, cu emisiunea „Jazz de ieri și de azi”, devenită ulterior „Jazz magazin”.

#### Muzica rock și „Metronom”
Într-o noapte din 1967 a reușit să asculte toată discografia Beatles apărută până atunci, adusă în țară de Camil Petrescu jr. Acesta din urmă își reamintește: „Am venit a doua zi dimineață și dormea pe mașina de scris [...]; a ridicat capul și a spus: «Domnule, sunt senzaționali!» și a adormit la loc”. Descoperind gustul pentru rock, începând din 10 iulie 1967 Cornel Chiriac a realizat la Radio România o emisiune de muzică, intitulată „Metronom”. În colaborare cu Geo Limbășanu, prezenta ascultătorilor informații la zi din sfera genurilor pop, rock sau jazz. Au fost difuzate melodii ale unor formații ori interpreți precum Beatles, Cream, Jimi Hendrix, Bob Dylan sau Joan Baez. Uneori se întâmpla ca anumite albume să fie prezentate publicului la doar două-trei zile de la apariția lor în Statele Unite. 
La scurtă vreme după invazia Cehoslovaciei (21 august 1968) a difuzat pe post balada lui Mircea Florian numită "Vocea oilor" (vezi emisiunea Mistere si conspirații minutul 3:00, în melodie se povestea cum cinci lupi mici și unul mai mare au atacat o stână) iar mai târziu melodia „Back in the USSR” a formației Beatles. Ca urmare, emisiunea „Metronom” a fost desființată în 1969.

#### „Cerbul de Aur”
Ca producător, a sprijinit în special formațiile Phoenix (Timișoara) și Sideral (București). A realizat importante înregistrări cu primii în studioul Radio (1968-1969) și i-a promovat în diferite ocazii. În 1969 a întreprins demersuri pentru a-i aduce la Festivalul de la Brașov, reușind să îi includă în program. Ca o coincidență, Cliff Richard urma să susțină și el un concert, fiind cel care în urmă cu opt ani jucase în „Tinerii”, film care a stat la baza multor formații rock românești. Între timp, membrii Phoenix fuseseră cazați la Hotelul Nord din București pentru a fi vizionați de cenzură. În timpul desfășurării festivalului, Chiriac s-a întors de la Brașov cu vestea proastă a anulării concertului, dar s-a reîntors în speranța rezolvării problemei in extremis. Nereușind să convingă organizatorii, ca protest, s-a închis în camera sa de hotel și a dat foc la draperii. Personalul hotelului și pompierii au spart ușa pentru a stinge incendiul, iar Cornel Chiriac a dispărut în învălmășeală, având la el doar benzile cu melodiile Phoenix.

#### Peste hotare
Peste câteva zile a reușit să treacă granița în Austria cu ajutorul unei invitații falsificate (primită în timpul festivalului brașovean și având drept destinație inițială Polonia). A fost cazat într-un lagăr de refugiați, unde a fost descoperit de Noël Bernard, director al departamentului românesc al postului Radio Europa Liberă. După ce a rezolvat problema actelor, Cornel Chiriac și-a continuat activitatea la München, secția în limba română a postului de radio amintit, începând cu data de 2 iunie 1969. A reluat emisiunea „Metronom”-ul pe care a redactat-o până la moartea sa în 1975. A realizat de asemena  „Jazz magazin” și a inaugurat o a treia emisiune, „Jazz à la carte”. Mai târziu, avea să mai modereze încă patru emisiuni de rock, pe lângă programele amintite (325 de minute săptămânal). La început, Chiriac și-a vărsat la microfon năduful împotriva celor care în România nu-l lăsaseră să-și facă treaba în Radio. Ioana Măgură Bernard își amintește: „S-a întâmplat de multe ori ca, în urma unor acte necugetate, Cornel să aibă asemenea probleme cu autoritățile germane și cu conducerea americană a Europei Libere, încât să fie pe punctul de a fi dat afară din Germania și din radio”. În cele din urmă, potrivit lui Noel Bernard, „și-a dat seama că nu politica, ci muzica era menirea lui”. A avut, până la moartea sa, o activitate bogată în domeniul muzicii, realizând printre altele și o traducere în limba română a operei-rock „Jesus Christ Superstar” (Andrew Lloyd Webber/Tim Rice).
„O incredibilă putere de muncă, cultura muzicală, gustul infailibil, deschiderea spirituală spre orice experiment viabil, cunoașterea subtilităților limbii engleze literare din care traducea sute de texte ale pieselor de rock și rock progresiv, misiunea firesc asumată de a face cultură la radio, dar nu cu ifose, ci cu o naturalețe, cu o pasiune și o căldură a comunicativității ce au rămas de neuitat sunt calități ce i-au adus o imensă popularitate în România, în multe țări europene. Culmea - tineri italieni, olandezi, suedezi, ruși, bulgari îi ascultau emisiunile, deși nu întelegeau ce spune. Intonația, pronunția impecabilă a numelor, firescul vorbirii, îi cucereau pe toți. La Clubul „Prometeus” am aflat că „Metronomul” era ascultat până și la Irkutsk (Siberia).”—Alex Vasiliu

#### Asasinat
La 4 martie 1975, în apropierea miezului nopții, Cornel Chiriac este înjunghiat lângă mașina sa, într-o parcare din München. O oră mai târziu este găsit de o studentă care se întorcea acasă. Primul suspect arestat a fost Mario Gropp, un tânăr de 17 ani, ultima persoană văzută alături de Chiriac în acea seară. Pe măsură ce ancheta a avansat, Gropp a fost găsit vinovat și condamnat la 8 ani de închisoare. În țară s-a vorbit despre un asasinat politic, dus la îndeplinire de către Securitate. Chiar și după moartea lui aceasta a lansat diferite zvonuri: că ar fi fost antisemit ori homosexual, colaborator al Securității. Corpul lui Conel Chiriac a fost incinerat la München iar mama lui a adus cenușa în țară. Este îngropat în cimitirul Reînvierea din București.
Dispariția sa a fost primită cu amărăciune la București, după cum își amintesc jurnaliștii. Alexandru Sipa a organizat o serată la Clubul de jazz din Brașov, in memoriam. La București, formația Phoenix era în studioul „Electrecordului”, înregistrând albumul „Cantafabule”. „Vestea asasinării lui Cornel Chiriac, bunul prieten comun, ne-a găsit în studioul Tomis; am plâns toți ca niște copii...” declara Octavian Ursulescu într-un interviu.
La 25 iulie 1992, la Râmnicu Vâlcea, ca omagiu pentru ceea ce a reprezentat, pentru generația anilor '70, Cornel Chiriac, dar și pentru ce a însemnat emisiunea sa Metronom, difuzată la Europa Libera, începe să emită, pe 89.0 FM, Radio Metronom.
La 24 februarie 1995, la Ploiești, a fost inaugurat Clubul de Jazz "Cornel Chiriac".

## Memoria lui Cornel Chiriac
Pe 21 iunie 2012, Consiliul local al municipiului Pitești a hotărât ca o arteră de circulație să poarte numele Cornel Chiriac.

## Fragmente audio
| Metronom '68 Genericul emisiunii „Metronom” (1968) Probleme cu rularea acestui fișier? Vezi pagina de ajutor . | Cornel Chiriac Vocea lui Cornel Chiriac la R.E.L. Probleme cu rularea acestui fișier? Vezi pagina de ajutor . |